# Conodon
Los roncos del género Conodon son peces marinos de la familia de los haemúlidos, distribuidos por las costas de América, tanto la costa este del océano Pacífico como la costa oeste del Atlántico incluyendo el golfo de México y todo el mar Caribe, algunas de cuyas especies son capturadas con fines comerciales.

## Anatomía
Tienen el cuerpo alargado y algo comprimido, con una longitud corporal máxima de poco más de 30 cm en todas las especies, con colores algo amarillentos y unas barras verticales oscuras en sus laterales características de las especies de este género.

## Especies
Existen tres especies válidas en este género:
- Conodon macrops (Hildebrand, 1946) - Ronco ojón.
- Conodon nobilis (Linnaeus, 1758) - Ronco canario o Bureteado.
- Conodon serrifer (Jordan y Gilbert, 1882) - Ronco ofensivo o Limón.